# Mahjoub Haïda
Mahjoub Haïda (arabisch محجوب حيدا; * 1. Juli 1970) ist ein ehemaliger marokkanischer Mittelstreckenläufer, der sich auf den 800-Meter-Lauf spezialisiert hat. 1987 gewann er die Bronzemedaille über 800 Meter bei den Hallenweltmeisterschaften in Indianapolis und im selben Jahr siegte er in Latakia bei den Mittelmeerspielen.

## Sportliche Laufbahn
Erste Erfahrungen bei internationalen Meisterschaften sammelte Mahjoub Haïda vermutlich im Jahr 1992, als er bei den Afrikameisterschaften in Belle Vue Maurel in 1:47,71 min die Bronzemedaille über 800 Meter hinter dem Burundier Charles Nkazamyampi und Cliffie Miller aus Südafrika gewann. Anschließend nahm er an den Olympischen Sommerspielen in Barcelona teil und schied dort mit 1:48,72 min in der ersten Runde aus. 1993 siegte er in 1:48,70 min bei den Mittelmeerspielen in Narbonne, ehe er bei den Weltmeisterschaften in Stuttgart mit 1:45,66 min im Halbfinale ausschied. Im Jahr darauf siegte er in 1:50,48 min bei den Spielen der Frankophonie in Bondoufle und 1995 belegte er bei den Hallenweltmeisterschaften in Barcelona in 1:48,63 min den fünften Platz. Im August schied er bei den Freiluftweltmeisterschaften in Göteborg mit 1:48,21 min im Semifinale aus und anschließend wurde er beim IAAF Grand Prix Final in Monaco in 1:45,35 min Dritter hinter dem Kenianer Benson Koech und Wilson Kipketer aus Dänemark. 1997 gewann er bei den Hallenweltmeisterschaften in Paris in 1:45,76 min die Silbermedaille hinter dem Dänen Wilson Kipketer und im August kam er bei den Weltmeisterschaften in Athen im Vorlauf nicht ins Ziel. 1999 schied er bei den Weltmeisterschaften in Sevilla mit 1:46,86 min in der ersten Runde aus und im Jahr darauf schied er bei den Olympischen Sommerspielen in Sydney mit 1:46,35 min im Halbfinale aus. 2003 beendete er seine aktive sportliche Karriere im Alter von 33 Jahren.

## Persönliche Bestzeiten
- 800 Meter: 1:43,50 min, 14. Juli 1998 in Rom
  - 800 Meter (Halle): 1:45,76 min, 9. März 1997 in Paris
- 1000 Meter: 2:14,69 min, 12. Juli 1995 in Nizza (marokkanischer Rekord)
  - 1000 Meter (Halle): 2:17,17 min, 25. Februar 1996 in Stockholm (marokkanischer Rekord)
- 1500 Meter: 3:40,92 min, 20. Juli 1994 in Saint-Maur-des-Fossés